# إبرام هيويت
إبرام هيويت هو محامي وسياسي أمريكي، ولد في 31 يوليو 1822 في هافرستراو في الولايات المتحدة، وتوفي في 18 يناير 1903 في نيويورك في الولايات المتحدة. نشط حزبياً في الحزب الديمقراطي. وقد انتخب عضو مجلس النواب الأمريكي ‏.

## وصلات خارجية
- إبرام هيويت على موقع الموسوعة البريطانية (الإنجليزية)
- إبرام هيويت على موقع إن إن دي بي (الإنجليزية)